# Sēlpils pagasts
Sēlpils pagasts er en territorial enhed i Salas novads i Letland. Pagasten havde 1.026 indbyggere i 2010 og omfatter et areal på 121,70 kvadratkilometer. Hovedbyen i pagasten er Sēlija.